# Azerbejdżan Irański

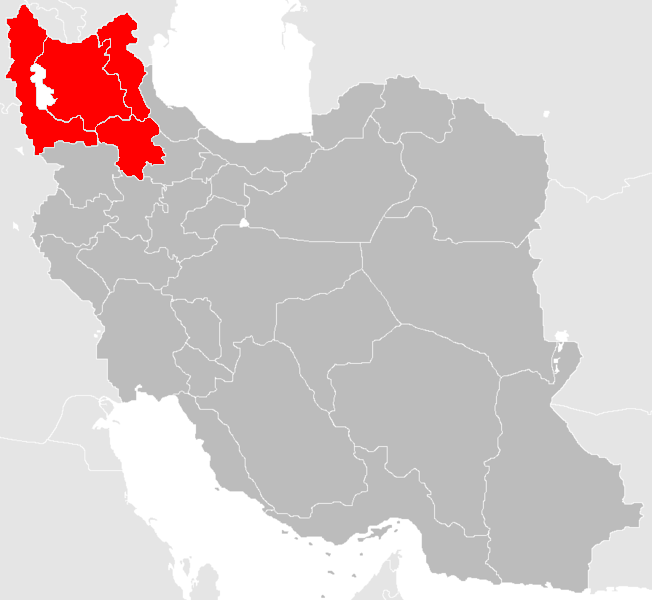
Azerbejdżan irański

Azerbejdżan Irański (az. جنوبی آذربایجان Cənubi Azərbaycan lub گوني آذربایجان Güney Azərbaycan; per. آذربایجان ایران Âzarbâjdżân-e Irân), właściwie Azerbejdżan (per. آذربایجان) – kraina w północno-zachodnim Iranie, zamieszkana w większości przez Azerów i Kurdów. Jeden z najgęściej zaludnionych regionów Iranu.
Obejmuje ostany: Azerbejdżan Wschodni, Azerbejdżan Zachodni i Ardabil.